# كريس غريني
كريس غريني (بالإنجليزية: Chris Greene)‏ هو مقدم برامج إذاعية بريطاني، ولد في 13 فبراير 1988 في Connemara ‏ في جمهورية أيرلندا.

## وصلات خارجية
- كريس غريني على موقع IMDb (الإنجليزية)
- كريس غريني على موقع قاعدة بيانات الفيلم (الإنجليزية)